# هازجة كستنائية الصدر

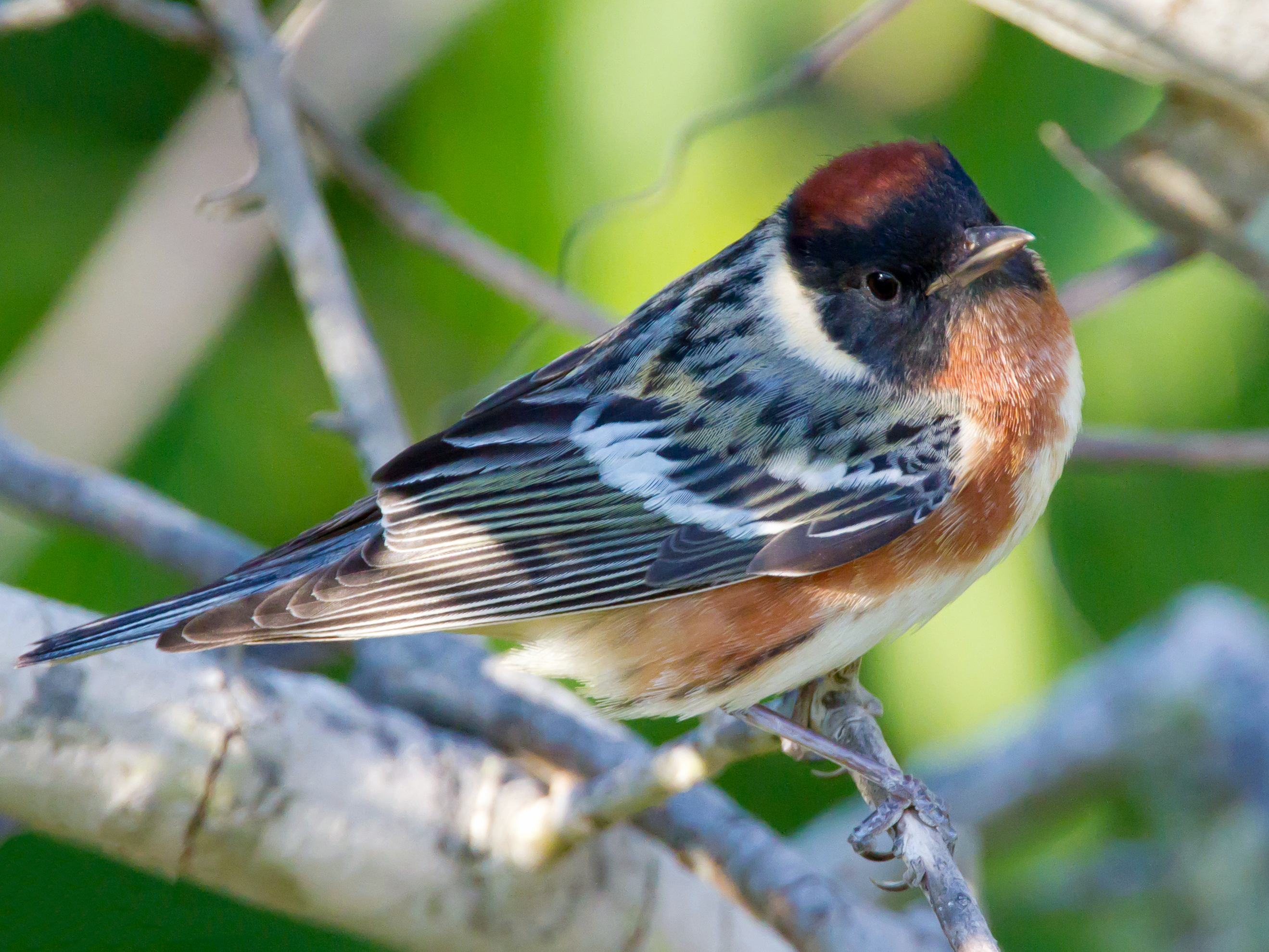
ذكر هازجة كستنائية الصدر

الهازجة الكستنائية الصدر (باللاتينية: Setophaga castanea) هي هازجة تتبع فصيلة هوازج العالم الجديد. وتتكاثر في شمال أمريكا الشمالية، خصوصاً في كندا، وصولاً لمنطقة البحيرات العظمى في نيو إنجلاند.
هذه الطيور رحالة، حيث أنها تقضي أوقات الشتاء في شمال غرب أمريكا الجنوبية و جنوب أمريكا الوسطى. ونادراً ماتطوف غرب أوروبا.
وهذه الفصيلة قريبة الصلة من طائر الغابة المغرد، ولكن نطاق تكاثرها يكثر في الجنوب، وكذلك أماكن قضاء الشتاء تكثر في الشمال.
ويمكن تمييز ذكر الهازجة الكستنائية بوضوح في فصل الصيف. حيث أن لون ظهرهه يكون رمادي، ووجهه أسود، وتاجه، وحلقه وجناحيه بلون كستنائي، وكذلك يتفاخر ببقع صفراء ساطعة، ولون الأجزاء السفلية أبيض. ويوجد لديه شريطان أبيضان على الجناح.
تتشابه الإناث في فترة التكاثر بالذكور، وتمثل نسخاً باهتة منه. ويكون لون الإناث رمادي في الأعلى وأبيض في الأسفل، بأنماط ضعيفة جداً في الرأس. وتحوي الإناث بقع صغيرة بألوان كستنائية على الجناح، ويمكن ملاحظة ألوان باهتة على تاجها.
ولدى الأناث اللاولودة رؤوس خضراء، وأجزاء عليا خضراء، وصدور صفراء اللون. ويمتد اللون الأصفر للبطن في الطيور الصغيرة. وتتواجد شريطان أبيضان في الجناح في كل مرحلة عمرية. هذه الطيور تختلف عن طائر الغابة المغرد اللاولودة بغياب العلامات الخطية على الصدر.
| القياسات المعيارية | القياسات المعيارية            |
| ------------------ | ----------------------------- |
| الطول              | 5-6 بوصة (130-150 مم)         |
| الوزن              | 12.5 غرام (0.44 أونصة)        |
| باع الجناحين       | 9 بوصة (230 ملم)              |
| الجناح             | 71,7-74,9 مم (2,82-2,95 بوصة) |
| الذيل              | 51-54 ملم (2,0-2,1 بوصة)      |
| المنقار            | 10 -11,1 ملم (0,39-0,44 بوصة) |
| رسغ القدم          | 18,5 - 19 مم (0,73-0,75 بوصة) |

تكون مواطن تكاثرها في أراضي الأشجار المخروطية. وتضع أعشاشها على ارتفاع 1.5-6.1 متر (5-20 قدم) في الأشجار المخروطية، وتضع من 3 إلى 5 بيضات في عش شكله شبيه بالكوب. وتستمر مدة الحضانة إلى 12 يوم.

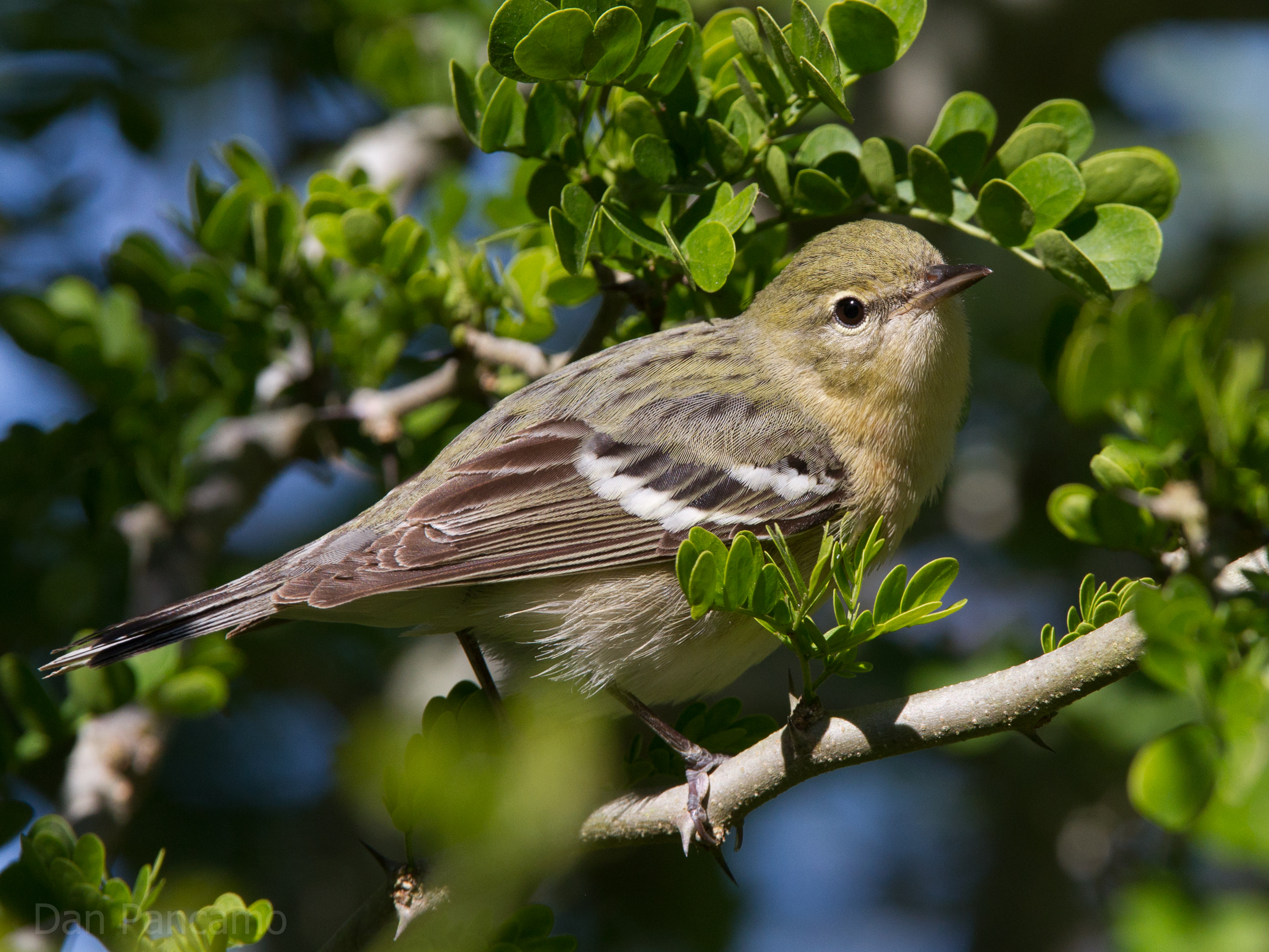
الأنثى

وتتغذى هذه الطيور على الحشرات، وعددها يتفاوت بتوافر دودة البرعم الراتنجية. وهي كذلك تتغذى على التوت والرحيق في أوقات فصل الشتاء.